# The Daily Mail / Staircase
The Daily Mail і Staircase — пісні англійського альтернативного рок-гурту Radiohead, випущені для завантаження 19 грудня 2011 року. Обидва записи взяті з концертного відео The King of Limbs: Live from the Basement. У записі брав участь додатковий барабанщик та перкусіоніст Клайв Дімер.

## Запис
Обидві пісні взяті з концертного відео The King of Limbs: Live from the Basement. У записі брав участь додатковий барабанщик та перкусіоніст Клайв Дімер.
«The Daily Mail» була написана за шість років до релізу. Коли Radiohead вирішили виконати її для From the Basement, вони завершили аранжування протягом тижня, додавши до нього духову секцію, аранжовану гітаристом Джонні Ґрінвудом. Пісня критикує британський таблоїд Дейлі мейл, з такими словами, як «божевільні захопили божевільню» і «ми згодуємо тебе собакам / Daily Mail». Vulture описали її як «фортепіанну баладу, підкріплену люттю, яка переростає у розкішний гімн».
«Staircase» має «атмосферні» синтезатори і «жваві, скіттерні» ударні. Radiohead працювали над треком ще до виходу свого восьмого альбому The King of Limbs, але далі демозапису справа не пішла аж до релізу альбому.

## Відгуки
Рецензуючи виступ у The Colbert Report, автор Ґардіан Хедлі Фріман написала, що «The Daily Mail» — це «кумедна ідея», але «ледь торкається неминучої мети». Однак у статті Джазза Монро для Ґардіан за 2020 рік ця пісня була названа 39-ю найкращою піснею Radiohead: «Це непереборно, що наводить на думку про малоймовірну спорідненість між Radiohead та поважним поп-циніком Ренді Ньюманом: музично-театральний хист як зброя проти таблоїдної істерії». Оглядач Stereogum Кріс Девілл сказав, що «The Daily Mail» був «одним із найпотужніших фортепіанних рок-пісень Йорка», і описав «Staircase» як «пісню Hot Chip, що спускається у чистилище (у найкращому сенсі)». Він припустив, що The King of Limbs став би улюбленим альбомом фанатів, якби до нього увійшли пісні «Supercollider» і «The Butcher», які також були випущені синглами того ж року.

## Список композицій
| #    | Назва            | Тривалість |
| ---- | ---------------- | ---------- |
| 1.   | «The Daily Mail» | 3:37       |
| 2.   | «Staircase»      | 4:31       |
| 8:08 |                  |            |